# Tříoký jezdec
Tříoký jezdec (1938) je dobrodružný román westernového typu od českého spisovatele Eduarda Fikera. Příběh románu se odehrává mezi dřevorubci v drsném kanadském prostředí.

## Obsah románu
Hlavním hrdinou románu je mladý dřevorubec Dan Dunsford, který miluje dívku Billii Marsonovou. Ta si má brát hrubého dřevorubeckého předáka Pipa Acornta, kterému její otec Jakub Marson dluží tisíc dolarů. Jako zástavu dluhu si vzal Pip od starého Marsona listiny, které dokazovaly, že Billie není jeho dcera, ale dcera milionáře. Pip Marsonovi také slíbil, že když si ho Billie vezme, dluh mu odpustí a listiny mu vrátí. Listiny prokazují, že Marsonova žena měla poměr s jedním inženýrem, který zde pracoval na stavbě železnice. Zemřela při porodu a inženýr zahynul při neštěstí na stavbě. Marsonovi se holčičky zželelo a přijal jí za vlastní. Později zjistil, že inženýr byl synem velmi bohaté dámy paní Whistonové.
V předvečer Billiny svatby zavolá Dan Dansdorf místního kněze otce Martina do svého srubu, kde žije s otcem. Ten tam najde těžce postřelenou Bilii, o které Dan tvrdí, že jí našel na lesní křižovatce. Otec Martin u srubu objeví koně, který patří lupiči nazývanému Tříoký jezdec podle toho, že má na hlavě jako třetí oko policejní svítilnu. Ten přepadá dřevorubce, kteří si nesou domu výplatu a tzv. si od nich „vypůjčí“ určitou částku peněz. Dan se knězi přizná, že Tříoký jezdec je on a že se pomocí „půjček“ snaží sehnat tisíc dolarů, aby je Jakub Marson mohl Pipovi vrátit a Billie si Pipa nemusela vzít. Když jej chce seržant jízdní policie Andy Shellshear (vystupuje i v knize Nejdřív já) zatknout, podaří se mu uprchnout. Billie naštěstí své zranění přežije, ale říká, že neví, kdo po ní střelil. Skutečnost je však taková, že Tříokým jezdcem je ve skutečnosti Billie, a postřelil jí Dan, když si myslel, že jde o hledaného lupiče. 
Navíc Dan přivede do dřevorubecké osady paní Whistonovou, ta všem oznámí, že Billii uznává za svou vnučku. Andy Shellshear se jde přesvědčit, zda se Dan neschovává u svého otce. Toho využije Pip, který je zlostí bez sebe, že jeho plány nevyšly. Předběhne Andyho, schová se u Dunsfordofa srubu a Andyho postřelí. Pak zfanatizuje dav dřevorubců, aby si pro Dana došli. Věří, že se Dan bude bránit a že se mu podaří jej při tom zastřelit. Při přestřelce je zabit Danův otec. Dan se pak vzdá, protože chce přivolat pomoc pro Andyho.
Andy se brzy ze zranění zotaví. Podaří se mu najít zbraň, ze které bylo na něj vystřeleno, a kterou si prokazatelně půjčil Pip. Když Dan zjistí, že Pip vězní Billii ve starém srubu na opuštěných Spálených mýtinách, dojde si pro ní. Během zuřivého pěstního souboje se Pip nešťastně nabodne na pahýl vichřicí zlomeného stromu a umírá.  

## Přehled vydání
- Tříoký jezdec, Vladimír Zrubecký, Praha 1938.
- Tříoký jezdec, v edici Statečná srdce, Růže, České Budějovice 1970, ilustroval Gustav Krum.